# Quintus Sertinius
Quintus Sertinus (1. század) római orvos.
Neapolisból származott, kora híres, nagy tekintélyű orvosa volt. Tiberius, Caligula és Claudius császárok udvari orvosa volt, s míg a különben is jól fizetett udvari orvosok éves díja háromszázezer sestertiusra rúgott, addig Quintus, kimutatva, hogy magánpraxisa addig is annyit jövedelmezett neki, a császári pénztárból évi ötszázezer sestertiust kapott. Testvére, Caius is a legtekintélyesebb orvosok közé tartozott Rómában, s ketten az orvosi gyakorlatból akkora vagyont szereztek, hogy noha bőkezűen jövedelmük nagy részét szülővárosuk, Neapolis képekkel és szobrokkal való feldíszítésére fordították, haláluk után harminc millió sestertiust hagytak hátra. Idősebb Plinius számol be róluk.